# Nuradad
Nūr-Adad was in 1865-1850 v.Chr. koning van Larsa. Hij regeerde 16 jaar.
Met hem begint een nieuwe dynastie die vijf koningen telt. Opvallend is dat hun namen geheel Akkadisch zijn en niet Amoritisch. Nūr-Adad beweert van zichzelf dat hij een geboren Larsabewoner is, maar vermijdt iedere verwijzing naar de Amorieten. In plaats daarvan lijken hij en zijn opvolgers juist naar de oude Sumerische heersers van Lagaš-Girsu te verwijzen en daarop hun legitimiteit te baseren. Een ander verschil is dat hij en zijn opvolgers zich wel koning van Larsa noemen maar nooit koning van Ur zoals hun voorgangers. In plaats daarvan gebruiken ze cultische aanduidingen zoals "verzorger van Ur" of "ware boer van Ur". 

## Troonsbestijging
Er is een vrij lange inscriptie (VAT 8515) van zijn zoon en opvolger Siniddinam waarin deze zijn vaders daden lof toezwaait. Deze inscriptie beschijft hoe Nur-adad aan de macht gekomen is. Een boosdoener, waarvan de naam helaas niet meer leesbaar is, had zich meester gemaakt van de mond van het kanaal dat het land van Larsa van water voorzag. Hij had een dam aangelegd die Larsa van irrigatiewater beroofd had. Daartegen waren de burgers van de stad in opstand gekomen. Uit hun midden was Nur-adad opgestaan en had de opgeworpen dam vernietigd. Het is mogelijk dat de onverlaat in werkelijkheid zijn voorganger Sumuel was die zich liever koning van Ur noemde en met de afdamming getracht had de grote rivaal Isin te bedwingen, met veronachtzaming van de burgers van Larsa.

## Inscripties
Er zijn een aantal koninklijke inscripties van hem terugvonden. Er is een 'standaardínscriptie' zoals vele koningen die lieten aanbrengen:
Nūr-Adad, sterk man, verzorger van Ur, koning van Larsa, die voor het heiligdom Ebabbar zorgdraagt, die jonge Utu, de god waarlijk in het hart gesloten heeft, onderwerper van de vreemde landen voor de god Utu, met een goede naam door de god Iškur geroepen, degene die grondslag van de troon van Larsa veiliggesteld heeft en zijn verstrooide volk weer verzameld heeft.
Daarnaast zijn er een aantal kegels in de Enunmaḫ van Ur gevonden die bouwactiviteiten aan dat heiligdom vermelden. Een lange inscriptie vermeldt de bouw van een oven en een du8-maḫ (een ketel?) voor de god Nanna op drie koperen cilinders en een aantal kegels gevonden in Ur. Andere kleikegels opgegraven in de Gipar-ku van Ur gewagen van een 'kleedkamer' voor de godin Ningal. Er is een jaarnaam die verwijst naar bouwwerken aan de tempel van Enki in Eridu. Een kegelinscriptie in Lars vermeldt bouw aan de stadsmuur. Hoewel de koningsnaam niet goed leesbaar is wordt aangenomen dat dit ook van Nūr-Adad komt. Daarnaast zijn er een aantal zegelafdrukken van zijn dienaren die naar hem verwijzen.